# Javi Martínez
Javi Martínez Aginaga, född 2 september 1988, är en spansk professionell fotbollsspelare (mittfältare) som spelar för Qatar SC.

## Klubblagskarriär
Martínez inledde sin karriär i Osasuna och spelade i klubbens reservlag säsongen 2005–2006. Sommaren 2006 såldes han till Athletic Bilbao för 6 miljoner euro. Han tog omgående en plats i Athletic Bilbao och spelade 35 ligamatcher och gjorde 3 mål under sin första säsong i klubben. Bilbao tog sig till final i Copa del Rey säsongen 2008–2009 men förlorade där mot Barcelona.
Säsongen 2009–2010 blev hans målmässigt bästa i karriären då han gjorde sex mål på 34 ligamatcher. Efter säsongen fick han ta emot Don Balón Award som årets genombrott. Säsongen 2012/13 vann Martinez Uefa Champions League med Bayern München. Bayern vann över Borussia Dortmund med 2-1 i finalen efter mål av Mario Mandzukic och Arjen Robben.
Den 20 juni 2021 värvades Martínez av Qatar Stars League-klubben Qatar SC.

## Landslagskarriär
Martínez spelade 14 matcher för Spaniens U21-landslag mellan 2007 och 2010 och deltog bland annat i U21-EM 2009. Den 20 maj 2010 blev han uttagen i Spaniens trupp till VM 2010 utan att ha spelat en enda match för det spanska seniorlandslaget. Han debuterade i landslaget nio dagar senare då han kom in som avbytare i den 81:a minuten i en träningslandskamp mot Saudiarabien. Den 3 juni fick han starta en landskamp för första gången då han spelade de 80 första minuterna i en träningslandskamp mot Sydkorea. Han spelade sin första VM-match den 25 juni då han bytte av Xabi Alonso under de sista tjugo minuterna mot Chile i den sista gruppspelsmatchen.

## Meriter
Bayern München
- Bundesliga: 2012/2013, 2013/2014, 2014/2015, 2015/2016, 2016/2017, 2017/2018, 2018/2019, 2019/2020, 2020/2021
- UEFA Champions League: 2012/2013, 2019/2020
- Tyska cupen: 2012/2013, 2013/2014, 2015/2016, 2018/2019, 2019/2020
- Tyska Supercupen: 2012, 2016, 2017, 2018, 2020
- UEFA Super Cup: 2013, 2020
- VM för klubblag: 2013, 2020

Spanien
- U19 EM 2007: Guld
- VM 2010: Guld
- U21 EM 2012: Guld
- EM 2012: Guld
- FIFA Confederations Cup 2013: Tvåa